# Казимське сільське поселення
Кази́мське сільське поселення (рос. Казымское сельское поселение) — сільське поселення у складі Білоярського району Ханти-Мансійського автономного округу Тюменської області Росії.
Адміністративний центр — село Казим.
Населення сільського поселення становить 1565 осіб (2017; 1726 у 2010, 1665 у 2002).

## Склад
До складу сільського поселення входять:
| Населений пункт   | Населення, осіб (2002) | Населення, осіб (2010) |
| ----------------- | ---------------------- | ---------------------- |
| Казим, село       | 1201                   | 1379                   |
| Нумто, присілок   | 235                    | 199                    |
| Юїльськ, присілок | 229                    | 148                    |